# Утакмице фудбалске репрезентације Мађарске 1949.
Фудбалска репрезентација Мађарске је током 1949. године одиграла осам утакмица, од којих три утакмице у оквиру такмичења за Европски куп. Нови савезни селектор репрезентације био је Густав Шебеш, који баш и није најбоље кренуо: репрезентација је у Прагу против домаћина репрезентације Чехословачке изгубила са 5 : 2. 
Ференц Деак је 19. јуна одиграо свој последњи меч за репрезентацију у сусрету против репрезентације Шведске, крајњи резултат ове утакмице је био нерешен 2 : 2. Деак је за три године наступа у репрезентацији одиграо двадесет утакмица и постигао је укупно двадесет девет голова.
Савезни селектор националног тима у овом периоду је био:
- Густав Шебеш

## Утакмице
| [[Фудбалска репрезентација Чехословачке {{{altlink2}}}\|Чехословачка]] | 5 : 2 (1 : 0) | Мађарска                     |
| ---------------------------------------------------------------------- | ------------- | ---------------------------- |
| Прајс 43’ · Шимански 58’ · Хлавачек 63’ 66’ · Пажицки 71’              | Извештај      | Пушкаш гол’ (пен) · Суса 78’ |

| Мађарска                                           | 6 : 1 (3 : 0) | Аустрија    |
| -------------------------------------------------- | ------------- | ----------- |
| Деак 1’ 48’ · Кочиш 23’ · Пушкаш 33’ 82’ (пен) 86’ | Извештај      | Мелхиор 80’ |

| Мађарска | 1 : 1 (1 : 0) | Италија        |
| -------- | ------------- | -------------- |
| Деак 29’ | Извештај      | Карапелезе 11’ |

| Шведска               | 2 : 2 (1 : 0) | Мађарска                 |
| --------------------- | ------------- | ------------------------ |
| Јепсон 81’ · Грен 84’ | Извештај      | Будаи II 26’ · Кочиш 48’ |

| Мађарска                                                                | 8 : 2 (4 : 0) | Пољска                |
| ----------------------------------------------------------------------- | ------------- | --------------------- |
| Деак 14’ 45’ 52’ 61’ · Егреши 20’ · Пушкаш 35’ 86’ · Михаљ Кестхељи 49’ | Извештај      | Кохут 75’ · Мамон 79’ |

| Аустрија                       | 3 : 4 (2 : 3) | Мађарска                           |
| ------------------------------ | ------------- | ---------------------------------- |
| Декер 2’ 48’ (пен) · Динст 32’ | Извештај      | Пушкаш 8’ 73’ (пен) · Деак 24’ 28’ |

| Мађарска                                                    | 5 : 0 (1 : 0) | Бугарска |
| ----------------------------------------------------------- | ------------- | -------- |
| Деак 17’ · Будаи II 57’ · Ференц Рудаш 67’ · Пушкаш 70’ 84’ | Извештај      |          |

| Мађарска                                 | 5 : 0 (2 : 0) | Шведска |
| ---------------------------------------- | ------------- | ------- |
| Кочиш 9’ 49’ 56’ · Пушкаш 24’ · Деак 70’ | Извештај      |         |

## Репрезентативци током 1949.
| Домаћин · 1949 | Гост · 1949 |

| Р. бр. | Играч               | Утакмице | Голови | Екипа             |
| ------ | ------------------- | -------- | ------ | ----------------- |
| 1.     | Шандор Балог (Balogh Sándor)     | 8        | 0      | Ујпешт ТЕ         |
| 2.     | Јанош Бержеи (Börzsei János)     | 5        | 0      | МТК Будимпешта    |
| 3.     | Јожеф Божик (Bozsik József)      | 8        | 0      | Кишпешт АЦ        |
| 4.     | Ласло Будаи (Budai László)      | 6        | 2      | Ференцварош ТЦ    |
| 5.     | Золтан Цибор (Czibor Zoltán)     | 3        | 0      | Ференцварош ТЦ    |
| 6.     | Ференц Деак (Deák Ferenc)      | 8        | 11     | Ференцварош ТЦ    |
| 7.     | Бела Егреши (Egresi Béla)      | 1        | 1      | Ујпешт ТЕ         |
| 8.     | Геза Хени (Henni Géza)        | 7        | 0      | Ференцварош ТЦ    |
| 9.     | Нандор Хидегкути (Hidegkuti Nándor) | 1        | 0      | МТК Будимпешта    |
| 10.    | Золтан Јожа (Józsa Zoltán)      | 1        | 0      | Вашаш Ђер         |
| 11.    | Михаљ Кестхељи (Keszthelyi Mihály)   | 2        | 1      | Мункаш ТЕ Чепел   |
| 12.    | Михаљ Кишпетер (Kispéter Mihály)   | 1        | 0      | Ференцварош ТЦ    |
| 13.    | Шандор Кочиш (Kocsis Sándor)     | 6        | 5      | Ференцварош ТЦ    |
| 14     | Карољ Лакат (Lakat Károly)      | 4        | 0      | Ференцварош ТЦ    |
| 15.    | Михаљ Лантош (Lantos Mihály)     | 1        | 0      | МТК Будимпешта    |
| 16.    | Ђула Лорант (Lóránt Gyula)      | 3        | 0      | Вашаш Будимпешта  |
| 17.    | Ференц Пушкаш ()    | 8        | 11     | Кишпешт АЦ        |
| 18.    | Ференц Рудаш (Rudas Ferenc)     | 7        | 1      | Ференцварош ТЦ    |
| 19.    | Шандор Ружа (Ruzsa Sándor)      | 1        | 0      | Кишпешт АЦ        |
| 20.    | Карољ Шандор (Sándor Károly)     | 1        | 0      | МТК Будимпешта    |
| 21.    | Ђула Силађи (Szilágyi Gyula)      | 1        | 0      | Вашаш Будимпешта  |
| 22.    | Ференц Суса (Szusza Ferenc)      | 3        | 1      | Ујпешт ТЕ         |
| 23.    | Михаљ Тот (Tóth Mihály)        | 1        | 0      | Ујпешт ТЕ         |
| 24.    | Иштван Тураи (Turai István)     | 1        | 0      | Вашаш Будимпешта  |
| 25.    | Јожеф Закаријаш (Zakariás József)  | 4        | 0      | Техерфувар ШЕ     |
| 26.    | Шандор Жедели (Zsédely Sándor)    | 1        | 0      | Тарна Шалготарјан |

## Играчи репрезентације
| - Јожеф Божик - Ласло Будаи - Золтан Цибор - Шандор Кочиш - Нандор Хидегкути - Михаљ Лантош - Ђула Лорант - Ференц Пушкаш - Ференц Рудаш - Карољ Шандор - Ференц Суса - Јожеф Закаријаш - Ференц Деак - Густав Шебеш, селектор |

## Извори и спољашње везе
- Dénes Tamás-Rochy Zoltán. A 700. után. Rochy és Társa. ISBN 963-04-7169-8.
- Rejtő, László; Lukács, László ; Szepesi, György (1977). Felejthetetlen 90 percek: A magyar labdarúgó-válogatott 477 mérkőzése [Незаборавних 90 минута]. Budapest: Sportkiadó. ISBN 963-253-501-4.
- Nagy Béla. Futballkrónika 1901–1959. Sportpropaganda. ISBN 963-754--241-8.
- Све утакмице репрезентације Мађарске
- Репрезентација Мађарске на фудбалској бази података